# Tiago Costa
Pour les articles homonymes, voir Costa.
Tiago Costa, de son nom complet Tiago Miguel Fernandes da Costa, est un footballeur portugais né le 27 octobre 1986 à Póvoa de Varzim. Il évolue au poste de défenseur central.

## Biographie
Il remporte le Championnat d'Europe des moins de 17 ans 2003 avec l'équipe du Portugal.
Promis à une belle carrière, il ne parvient cependant pas à s'imposer dans un club au niveau professionnel.

## Carrière
- 2005-2006 :  CD Candal
- 2006-2008 :  Moreirense FC
- 2008-2009 :  Vilaverdense SC
- 2009-2010 :  Sporting Clube Esmoriz
- 2010-2011 :  FC Amares
- depuis 2011 :  Santa Maria FC[1],[2]

## Palmarès

### En sélection
- Vainqueur du Championnat d'Europe de football des moins de 17 ans en 2003